# Победнице светских првенстава у атлетици у дворани — скок мотком
Дисциплина скок мотком у дворани у женској конкуренцији била је први пут на програму светских првенстава од Светског првенства на отвореном у Паризу 1997. Победнице светских првенстава у дисциплини скок мотком за жене приказани су у следећој табели. Резултати су дати у метрима.
Највише успеха су имале представнице Русије са 12 медаља (5+5+2). Свих 12 медаља освојиле су Јелена Исинбајева 5 (4+1+0), Светлана Феофанова 5 (1+2+2) и Анжелика Сидорова 2 (0+2+0).

## Табела победница СП у дворани у скоку мотком
Стање после 19. СП 2025.
| Светско првенство       |                                     | Резултат           |                                                              | Резултат |                                               | Резултат          |
| Париз 1997. детаљи      | Стејси Драгила · САД                | 4,40 РСП           | Ема Џорџ · Аустралија                                        | 4,35     | Cai Weiyan · Кина                             | 4,35 АЗР          |
| Маебаши 1999. детаљи    | Настја Ријикх · Немачка             | 4,50 РСП           | Вала Флосадотир · Исланд                                     | 4,45 НР  | Никол Ригер · Немачка Зузана Сабо · Мађарска  | 4,35              |
| Лисабон 2001. детаљи    | Павла Рибова · Чешка Република      | 4,56 РСП           | Светлана Феофанова · Русија Kellie Suttle · Сједињене Државе | 4,51     | није додељена                                 | није додељена     |
| Бирмингем 2003. детаљи  | Светлана Феофанова · Русија         | 4,80 СР            | Јелена Исинбајева · Русија                                   | 4,60     | Моњика Пирек · Пољска                         | 4,45              |
| Будимпешта 2004. детаљи | Јелена Исинбајева Русија            | 4,86 СР            | Стејси Драгила · Сједињене Државе                            | 4,81 САР | Светлана Феофанова · Русија                   | 4,70              |
| Москва 2006. детаљи     | Јелена Исинбајева Русија            | 4,80               | Ана Роговска · Пољска                                        | 4,75     | Светлана Феофанова Русија                     | 4,70 ЛРС          |
| Валенсија 2008. детаљи  | Јелена Исинбајева · Русија          | 4,75               | Џенифер Стучински · Сједињене Државе                         | 4,75 ЛР  | Фабијана Мурер · Бразил Моњика Пирек · Пољска | 4,70 ЈАР 4,70 ЛРС |
| Доха 2010. детаљи       | Фабијана Мурер Бразил               | 4,80               | Светлана Феофанова Русија                                    | 4,80 ЛРС | Ана Роговска · Пољска                         | 4,70              |
| Истанбул 2012. детаљи   | Јелена Исинбајева · Русија          | 4,80               | Ванеса Бослак · Француска                                    | 4,70 НР  | Холи Блесдејл · Велика Британија              | 4,70              |
| Сопот 2014. детаљи      | Јарислеј Силва · Куба               | 4,70               | Анжелика Сидорова · Русија Јирина Свободова · Чешка          | 4,70     | није додељена                                 | није додељена     |
| Портланд 2016. детаљи   | Џен Сур · Сједињене Америчке Државе | 4,90 РСП           | Сенди Морис · САД                                            | 4,85     | Катерина Стефаниди · Грчка                    | 4,80              |
| Бирмингем 2018. детаљи  | Сенди Морис · САД                   | 4,95 РСП, СРС, ЛРС | Анжелика Сидорова · Русија                                   | 4,90 ЛР  | Катерина Стефаниди · Грчка                    | 4,80              |
| Београд 2022. детаљи    | Сенди Морис · САД                   | 4,80 ЛРС           | Кејти Нагеот · САД                                           | 4,75     | Тина Шутеј · Словенија                        | 4,75              |
| Глазгов 2024. детаљи    | Моли Кодери · Уједињено Краљевство  | 4,80               | Елиза Макартни · Нови Зеланд                                 | 4,80     | Кејти Мун · САД                               | 4,75              |
| Нанкинг 2025. детаљи    | Марије-Јулије Бонин · Француска     | 4.75 =НР           | Тина Шутеј · Словенија                                       | 4,70     | Ангелица Мозер · Швајцарска                   | 4,70              |

Легенда: СР = Светски рекорд, РСП = Рекорд светских првенстава, ЕР = Европски рекорд, РЈА = Рекорд Јужне Америке, СРС = Светски рекорд сезоне (најбоље време сезоне на свету), ЛРС = Лични рекорд сезоне (најбољи лични резултат сезоне), НР = Национални рекорд, ЛР = Лични рекорд

## Биланс медаља
Стање после 17. СП 2018.
|     | Држава           |    |    |    |    |
| --- | ---------------- | -- | -- | -- | -- |
| 1.  | Русија           | 5  | 5  | 2  | 12 |
| 2.  | Сједињене Државе | 3  | 4  | 0  | 7  |
| 3.  | Бразил           | 1  | 0  | 1  | 2  |
| 3.  | Немачка          | 1  | 0  | 1  | 2  |
| 5.  | Чешка            | 1  | 1  | 0  | 2  |
| 6.  | Куба             | 1  | 0  | 0  | 1  |
| 7.  | Пољска           | 0  | 1  | 3  | 4  |
| 8.  | Аустралија       | 0  | 1  | 0  | 1  |
| 8.  | Француска        | 0  | 1  | 0  | 1  |
| 8.  | Исланд           | 0  | 1  | 0  | 1  |
| 11. | Грчка            | 0  | 0  | 2  | 2  |
| 12. | Кина             | 0  | 0  | 1  | 1  |
| 12. | Велика Британија | 0  | 0  | 1  | 1  |
| 12. | Мађарска         | 0  | 0  | 1  | 1  |
|     | Укупно (14)      | 12 | 14 | 12 | 38 |

|    | Атлетичарка        | Земља            |   |   |   |   |
| -- | ------------------ | ---------------- | - | - | - | - |
| 1. | Јелена Исинбајева  | Русија           | 4 | 1 | 0 | 5 |
| 2. | Стејси Драгила     | Сједињене Државе | 2 | 1 | 0 | 3 |
| 3. | Светлана Феофанова | Русија           | 1 | 2 | 2 | 5 |
| 4. | Сенди Морис        | Сједињене Државе | 1 | 1 | 0 | 2 |
| 5. | Фабијана Мурер     | Бразил           | 1 | 0 | 1 | 2 |
| 6. | Анжелика Сидорова  | Русија           | 0 | 2 | 0 | 2 |
| 7. | Ана Роговска       | Пољска           | 0 | 1 | 1 | 2 |
| 8. | Моњика Пирек       | Пољска           | 0 | 0 | 2 | 2 |
| 9. | Катерина Стефаниди | Грчка            | 0 | 0 | 2 | 2 |